# Ballsportgemeinschaft Wismut Gera
Il Ballsportgemeinschaft Wismut Gera e.V. o BSG Wismut Gera è una società calcistica tedesca di Gera, Turingia. Attualmente milita in Fußball-Thüringenliga.
Il club è nato nel 2007 dalla fusione tra FC Blau-Weiss Gera e Geraer KFC Dynamos. La nuova squadra successivamente, ha inglobato la storia e i risultati dello storico 1. SV Gera, fallito nel 2003.

## Storia

### Inizi
L'SpVgg Gera nacque nel 1922 dall'unione tra Allgemeinen Turngemeinde Gera e 1. VfR Gera. Nel 1936 l'SpVgg Gera si unì allo Sport Club Concordia Gera-Reuß per formare l'SV Gera 04. L'SV Gera 04 fece la sua prima apparizione in massima divisione nel 1939 in Gauliga Mitte, una delle sedici massime divisioni nate nel 1933 dalla riorganizzazione del calcio tedesco sotto il Terzo Reich. Ma la permanenza del club in massima divisione fu breve perché, dopo aver evitato la retrocessione per due volte, nel 1943 fu relegato.

### Dal dopoguerra alla riunificazione
Nell'immediato dopoguerra, come molte altre associazioni, i club calcistici furono sciolti dalle autorità alleate. Il club fu ricostituito nel 1945 con il nome di SG Gera-Pforten e nel 1949 venne rinominato BSG Gera-Süd. Nell'ottobre 1950 la squadra si unì con il BSG RFT Gera per creare il BSG Mechanik Gera che cambiò nome nel maggio 1951 (SG Motor Gera) e nel marzo 1953 (BSG Wismut Gera).
Il club partecipò come BSG Gera-Süd alla prima stagione di DDR-Oberliga nel 1949-1950 e la terminò all'undicesimo posto, scampando per appena due punti alla retrocessione. Il cammino in FDGB Pokal fu assai più gratificante dato che la squadra venne sconfitta in finale (0-1) dal Waggonbau Dessau.
Il Gera retrocesse in DDR-Liga alla fine della stagione 1952-1953. Fece altre due apparizioni in massima serie nel 1966-1967 e nel 1977-1978 terminando entrambe le volte all'ultimo posto.

### Dalla riunificazione ad oggi
Subito dopo la riunificazione tedesca la società cambiò nome in FSV Wismut Gera e nel 1992 fu relegata in NOFV-Oberliga Staffel Süd (III). Nel 1993 assunse la denominazione di 1. SV Gera e nel 1996 retrocesse per la prima volta in Landesliga Thüringen (V); nel 1999 ritornò in NOFV-Oberliga (IV) per restarci per una sola stagione.
Nel 2003, dopo qualche anno passato in Landesliga, la società fallì per insolvenze finanziarie e fu relegata in Bezirksliga Thüringen-4 (VII) fino al 2007, anno in cui prese la denominazione attuale. Attualmente, dopo aver preso il posto del Blau-Weiß milita in Landesklasse Thüringen-Ost (VI).

## Palmarès

### Altri piazzamenti
- Coppa della Germania Est:

Finalista: 1949